# Kitty Foyle
Kitty Foyle – amerykański melodramat z 1940 roku w reżyserii Sama Wooda, adaptacja powieści z 1939 roku autorstwa Christophera Morleya. 
Obraz nominowany w pięciu kategoriach do Oscara otrzymał jedną nagrodę, dla najlepszej aktorki pierwszoplanowej.

## Obsada
- Ginger Rogers jako Katherine 'Kitty' Foyle
- Dennis Morgan jako Wynnewood 'Wyn' Strafford VI
- James Craig jako Doktor Mark Eisen
- Eduardo Ciannelli jako Giono
- Ernest Cossart jako Pop
- Gladys Cooper jako Pani Strafford
- Odette Myrtil jako Delphine Detaille
- Mary Treen jako Pat
- K. T. Stevens jako Molly
- Walter Kingsford jako Pan Kennett
- Cecil Cunningham jako Babcia
- Nella Walker jako Ciocia Jessica

i inni

## Nagrody i nominacje
13. ceremonia wręczenia Oscarów
- najlepsza aktorka pierwszoplanowa − Ginger Rogers
- nominacja: najlepszy film
- nominacja: najlepszy reżyser − Sam Wood
- nominacja: najlepszy scenariusz adaptowany − Dalton Trumbo
- nominacja: najlepszy dźwięk − John Aalberg